# Detonacija
Detonacija  je vrsta sagorevanja koja uključuje supersonični egzotermni front koji ubrzava kroz medijum koji na kraju pokreće front udarca koji se širi direktno ispred njega. Detonacije se šire nadzvučno kroz udarne talase sa brzinama u opsegu od 1 km/sec i razlikuju se od deflagracija koje imaju podzvučne brzine plamena u opsegu od 1 m/sec. 
Detonacije se javljaju i u konvencionalnim čvrstim i tečnim eksplozivima,  kao i u reaktivnim gasovima. Brzina detonacije u čvrstim i tečnim eksplozivima je mnogo veća od one u gasovitim, što omogućava da se talasni sistem posmatra sa većim detaljima.
Veoma širok spektar goriva može se pojaviti kao gas (npr. vodonik), magle kapljica ili suspenzije prašine. Pored diokiseonika, oksidanti mogu uključivati jedinjenja halogena, ozon, vodonik peroksid i okside azota. Gasne detonacije su često povezane sa mešavinom goriva i oksidansa u sastavu nešto ispod uobičajenih odnosa zapaljivosti. Najčešće se dešavaju u zatvorenim sistemima, ali se ponekad javljaju u velikim oblacima pare. Drugi materijali, kao što su acetilen, ozon i vodonik peroksid, mogu se detonirati u odsustvu oksidansa (ili reduktanta). U ovim slučajevima oslobođena energija je rezultat preuređivanja molekularnih sastojaka materijala. 
Detonaciju su 1881. otkrila četiri francuska naučnika Marselin Bertelo i Pol Mari Ežen Vije  i Ernest-Fransoa Malard i Henri Luj Le Šatelije.   Matematička predviđanja širenja su prvo izveli David Čapman 1899.  i Emile Jouguet 1905,  1906. i 1917.  Sledeći napredak u razumevanju detonacije napravio je Džon fon Nojman  i Verner Doring  početkom 1940-ih i Iakov B. Zel'dovich i Aleksandar Solomonovič Kompanijec 1960-ih godina. 

## Istorija istraživanja fenomena
Verovatno je po prvi put termin „detonacija“ u naučnu upotrebu uveo Lavoazije u Traktatu o elementarnoj hemiji (фр. Traité élémentaire de chimie), objavljenom u Parizu 1789. U drugoj polovini 19. veka sintetizovani su sekundarni eksplozivi, koji se zasnivaju na fenomenu detonacije. Međutim, zbog velike brzine detonacionog talasa i destruktivnog dejstva eksplozije, pokazalo se da je naučno proučavanje detonacije izuzetno teško i počelo je objavljivanjem studija o fenomenu detonacije gasnih mešavina u cevima 1881. francuski hemičari Malard i Le Šatelije i nezavisno od njih Bertelo i Vilem.  Godine 1890. ruski naučnik V. A. Mikhelson, na osnovu rada Hugonioa o udarnim talasima, izveo je jednačine za širenje detonacionog talasa i dobio izraz za brzinu detonacije.  Teoriju su dalje razvili Čepmen 1899. i Žouge 1905. godine. U Chapman-Jouguet teoriji, nazvanoj hidrodinamička teorija detonacije, detonacioni talas se smatrao površinom diskontinuiteta, a uslov za određivanje brzine detonacije, nazvan po njima (Chapman-Jouguet test), uveden je kao postulat.
Četrdesetih godina prošlog veka, Ia. B. Zel'dovich je razvio teoriju detonacije, koja uzima u obzir konačno vreme hemijske reakcije nakon zagrevanja supstance udarnim talasom. U ovom modelu, Chapman–Jouguet test dobija jasno fizičko značenje kao pravilo odabira brzine detonacije, a sam model je nazvan ZND model, po Zeldoviču, Nojmanu i Doringu, pošto je nezavisno od njega von Nojman je došao do sličnih rezultata u SAD i Doring u Nemačkoj.
Chapman-Jouguet i ZND modeli su napravili značajan napredak u razumevanju fenomena detonacije, ali su nužno bili jednodimenzionalni i pojednostavljeni. Sa porastom mogućnosti eksperimentalnog proučavanja detonacije 1926. godine, engleski istraživači Kembel i Vudhed su otkrili efekat spiralnog napredovanja fronta detonacije kroz smešu gasova.  Ovaj fenomen je nazvan „spin detonacija“ i naknadno je otkriven u kondenzovanim sistemima. 
Godine 1959. Ju. N. Denisov i Ja. K. Trošin, članovi Instituta za hemijsku fiziku Akademije nauka SSSR, otkrili su fenomen ćelijske strukture i pulsirajućih režima širenja detonacionog talasa.

## Teorije
Najjednostavnija teorija za predviđanje ponašanja detonacija u gasovima poznata je kao Chapman-Jouguet (CJ) teorija, razvijena na prelazu iz 20. veka. Ova teorija, opisana relativno jednostavnim skupom algebarskih jednačina, modelira detonaciju kao šireći udarni talas praćen egzotermnim oslobađanjem toplote. Takva teorija opisuje hemiju i procese difuznog transporta koji se javljaju naglo kako šok prođe.
Složeniju teoriju su tokom Drugog svetskog rata nezavisno izneli Zeldovič, fon Nojman i Doring.  Ova teorija, sada poznata kao ZND teorija, prihvata hemijske reakcije sa ograničenom brzinom i na taj način opisuje detonaciju kao beskonačno tanak udarni talas, praćen zonom egzotermne hemijske reakcije. Sa referentnim okvirom stacionarnog šoka, sledeći tok je podzvučan, tako da akustična reakciona zona sledi neposredno iza prednje strane olova, Chapman-Jouguet uslov. 
Takođe postoje neki dokazi da je zona reakcije polumetalna u nekim eksplozivima. 
Obe teorije opisuju jednodimenzionalne i stabilne talasne fronte. Međutim, 1960-ih, eksperimenti su otkrili da su detonacije u gasnoj fazi najčešće karakterisane nestabilnim, trodimenzionalnim strukturama, koje se samo u prosečnom smislu mogu predvideti jednodimenzionalnim stabilnim teorijama. Zaista, takvi talasi se gase pošto je njihova struktura uništena.  Teorija Vud-Kirkvudove detonacije može da ispravi neka od ovih ograničenja. 
Eksperimentalne studije su otkrile neke od uslova potrebnih za širenje takvih frontova. U zatvorenom prostoru, opseg sastava mešavine goriva i oksidansa i samorazgrađujućih supstanci sa inertima su nešto ispod granica zapaljivosti, a za frontove koji se sferno šire, znatno ispod njih.  Elegantno je prikazan uticaj povećanja koncentracije razblaživača na širenje pojedinačnih detonacionih ćelija.  Slično, njihova veličina raste kako početni pritisak pada.  Pošto širine ćelija moraju da budu usklađene sa minimalnom dimenzijom izolacije, svaki talas koji je preterano iniciran biće ugašen.
Matematičko modeliranje je stalno napredovalo u predviđanju složenih polja strujanja iza reakcija koje izazivaju šokove.  Do danas, niko nije adekvatno opisao kako se struktura formira i održava iza neograničenih talasa.

## Mehanizam detonacije
Detonacija se može javiti u gasovima, tečnostima, kondenzovanim materijama i heterogenim medijima. Tokom prolaska fronta udarnog talasa, supstanca se zagreva. Ako je udarni talas dovoljno jak, tada temperatura iza fronta udarnog talasa može premašiti temperaturu samozapaljenja supstance i u supstanci počinju hemijske reakcije sagorevanja. U toku hemijskih reakcija oslobađa se energija koja hrani udarni talas. Takva interakcija gasnodinamičkih i fizičko-hemijskih faktora dovodi do formiranja kompleksa udarnog talasa i zone hemijskih reakcija koje prate njega, nazvane detonacioni talas. Mehanizam konverzije energije u talasu detonacije razlikuje se od mehanizma u talasu sporog sagorevanja (deflagracija), krećući se podzvučnom brzinom, u kojoj se prenos energije na početnu smešu vrši uglavnom toplotnom provodnošću. 

### Hidrodinamička teorija detonacije
Ako karakteristične dimenzije sistema primetno prelaze debljinu detonacionog talasa, onda se to može smatrati površinom normalnog diskontinuiteta između početnih komponenti i produkata detonacije. U ovom slučaju, zakoni održanja mase, impulsa i energije sa obe strane diskontinuiteta u koordinatnom sistemu, gde je front talasa stacionaran, izraženi su sledećim odnosima:
- {\displaystyle \rho _{0}D=\rho (D-u)} — masovna konzervacija,
- {\displaystyle P_{0}+\rho _{0}D^{2}=P+\rho (D-u)^{2}} — očuvanje impulsa,
- {\displaystyle P_{0}D+\rho _{0}D(e_{0}+D^{2}/2)=P(D-u)+\rho (D-u)(e+(D-u)^{2}/2)} — ušteda energije.

Ovde je D brzina detonacionog talasa, (D - u) je brzina proizvoda u odnosu na detonacioni talas, P je pritisak, ρ  je gustina, e  je specifična unutrašnja energija. Indeks 0 označava količine koje se odnose na originalnu supstancu. Eliminišući u iz ovih jednačina u, tako da imamo:
- {\displaystyle P-P_{0}=(\rho _{0}D)^{2}(V_{0}-V)},
- {\displaystyle e-e_{0}={\frac {1}{2}}(P+P_{0})(V_{0}-V)}[29].

Prva relacija izražava linearnu vezu između pritiska P i specifične zapremine V=1/ρ i naziva se Majkelsonova prava (u stranoj literaturi - Rejlejeva prava linija). Druga relacija se zove detonaciona adijabat ili Hugoniot kriva (u stranoj literaturi poznata i kao Rankine-Hugoniot). Ako je jednačina stanja materije poznata, onda se unutrašnja energija može izraziti u vidu pritiska i zapremine, a Hugoniotova kriva se takođe može predstaviti kao prava u P i V koordinatama. 

### Chapman-Jouguet model
Sistem od dve jednačine (za Majkelsonovu liniju i Hugoniotovu krivu) sadrži tri nepoznate (D, P i V), pa je potrebna dodatna jednačina za određivanje brzine detonacije D, koja se ne može dobiti samo iz termodinamičkih razmatranja. Pošto je detonacioni talas stabilan, zvučni poremećaji u proizvodima ne mogu da prestignu front detonacionog talasa, inače će se srušiti. Dakle, brzina zvuka u proizvodima detonacije ne može premašiti brzinu protoka iza fronta detonacionog talasa.
Na ravni P, V, Mikelsonova prava i Hugoniotova kriva mogu da se seku u najviše dve tačke. Chapman i Jouguet su predložili da je brzina detonacije određena uslovom kontakta između Majkelsonove linije i Hugoniotove krive za potpuno reagovane proizvode (detonacioni adijabat). U ovom slučaju, Majkelsonova linija je tangenta na detonacioni adijabat, i ove linije se seku tačno u jednoj tački, koja se zove Chapman-Jouguet tačka (CJ). Ovaj uslov odgovara minimalnom nagibu Majkelsonove prave i fizički znači da se detonacioni talas širi minimalnom mogućom brzinom, a brzina strujanja iza fronta detonacionog talasa je tačno jednaka brzini zvuka u produktima detonacije. .

### Model Zeldoviča, Nojmana i Doringa (ZND)
Chapman-Jouguet model omogućava da se širenje detonacionog talasa opiše kao hidrodinamički diskontinuitet, ali ne daje odgovore na pitanja u vezi sa strukturom zone hemijske reakcije. Ova pitanja su postala posebno aktuelna kasnih 1930-ih zbog brzog razvoja vojne opreme, municije i eksploziva. Nezavisno jedan od drugog, Ia. B. Zel'dovich u SSSR-u, Džon fon Nojman u SAD i Verner Doring u Nemačkoj stvorili su model koji je kasnije nazvan ZND model po njihovim imenima. Slični rezultati dobijeni su u doktorskoj tezi A. A. Griba, završenoj 1940. godine u Tomsku. .
U ovom modelu se pretpostavlja da se tokom širenja detonacije supstanca prvo zagreva kada prođe front udarnog talasa, a hemijske reakcije počinju u materiji nakon nekog vremena jednakog kašnjenju samopaljenja. Tokom hemijskih reakcija oslobađa se toplota, što dovodi do dodatnog širenja proizvoda i povećanja brzine njihovog kretanja. Dakle, zona hemijskih reakcija deluje kao neka vrsta klipa koji gura vodeći udarni talas i obezbeđuje njegovu stabilnost. 
Na P, V dijagramu ovaj model je uslovno prikazan kao proces, čija će prva faza biti skok duž Hugoniot adijabate za početnu supstancu do tačke sa maksimalnim pritiskom, nakon čega sledi postepeno spuštanje duž Majkelsonove prave linije, sve dok ne dodirne Hugoniot adijabat za reagovanu supstancu, odnosno do Čepman-Žugeovih.  U ovoj teoriji, pravilo odabira brzine detonacije i Chapman-Jouguet hipoteza dobijaju svoje fizičko opravdanje. Sva stanja iznad Chapman-Jouguet tačke ispostavljaju se nestabilnim, jer u njima brzina zvuka u proizvodima prelazi brzinu protoka iza fronta detonacionog talasa. Nemoguće je doći u stanja ispod Chapman-Jouguet tačke, pošto je skok pritiska na frontu udarnog talasa uvek veći od konačne razlike pritiska između produkata detonacije i početne supstance. 
Međutim, takvi režimi se mogu uočiti u eksperimentu sa veštačkim ubrzanjem detonacionog talasa, a nazivaju se, respektivno, nadkomprimovana ili potkomprimovana detonacija. 

## Detalji reakcije
Udarni talas karakteriše nagli porast pritiska i gustine, kao i smanjenje brzine gasa. U referentnom okviru detonacije, brzina gasa, koja je bila nadzvučna u svežim gasovima, postaje podzvučna odmah nakon udara, i ponovo raste u reakcionoj zoni. U slučaju idealne detonacije, takođe poznate kao Chapman-Jouguet, brzina postaje tačno jednaka brzini zvuka na izlazu iz reakcione zone.

## Brzina prostiranja
Brzina fronta plamena je stoga mnogo veća u slučaju detonacije nego tokom deflagracije:  front plamena je prednji deo talasa, napreduje brže od zvuka u medijumu, dok je u slučaju deflagracije brzina je ograničena provodljivošću i difuzijom toplote. Detonacija se obično širi brzinom od nekoliko kilometara u sekundi, u poređenju sa brzinom deflagracije reda veličine jednog metra u sekundi i brzinom zvuka u vazduhu na sobnoj temperaturi reda 300 metara u sekundi. Vrh pritiska u detonaciji je oko 30 do 60 puta veći od početnog pritiska. Brojčane vrednosti brzine i pritiska su još važnije u slučaju detonacije u kondenzovanom eksplozivu.

## Klasifikacija
U zavisnosti od brzine koju pojava pretpostavlja nizvodno od fronta plamena, mogu biti tri slučaja:
- jaka detonacija sa podzvučnom brzinom nizvodno;
- slaba detonacija sa nadzvučnom brzinom nizvodno (situacija koja se nikada ne dešava);
- nizvodno Chapman-Jouguet detonacija sa zvučnom brzinom.

## Aplikacije
Kada se koristi u eksplozivnim napravama, glavni uzrok oštećenja od detonacije je front supersonične eksplozije (snažan udarni talas) u okolini. Ovo je značajna razlika od deflagracija gde je egzotermni talas podzvučan i maksimalni pritisci za nemetalne čestice prašine su približno 7 - 10 puta veći od atmosferskog pritiska.  Prema tome, detonacija je karakteristika za destruktivne svrhe, dok je deflagracija favorizovana za ubrzanje projektila vatrenog oružja. Međutim, detonacioni talasi se takođe mogu koristiti u manje destruktivne svrhe, uključujući nanošenje premaza na površinu  ili čišćenje opreme (npr. uklanjanje šljake ) pa čak i eksplozivno zavarivanje metala koji se inače ne bi spojili. Impulsni detonacioni motori koriste detonacioni talas za vazdušni pogon.   Prvi let aviona pokretanog motorom za pulsnu detonaciju obavljen je u vazdušnoj i svemirskoj luci Mohave 31. januara 2008. 

## U motorima i vatrenom oružju
Motor sa unutrašnjim sagorevanjem svoju energiju crpi iz veoma brzog sagorevanja gasovite smeše, ali ne i iz detonacija koje se javljaju samo kada je motor deregulisan ili precizno podešen da prihvati određeni broj detonacija (takmičenje) po broju rotacija. Preterano ponovljene detonacije degradiraju mehaničke komponente motora koji se pale na svećice.
Generalno, prelazak na detonirajući režim se dešava na kraju sagorevanja kada se paljenje kontroliše prerano, loše hlađenje, deo svežeg punjenja zarobljen u uglu loše proučene komore i/ili je gorivo lošeg kvaliteta. U najboljem slučaju ovo rezultira karakterističnom bukom zveckanja, ali motor se takođe može pokvariti ako se ništa ne preduzme da se taj fenomen zaustavi. Motori sa unutrašnjim sagorevanjem na benzin već dugo koriste goriva obogaćena veoma toksičnim i zagađujućim aditivom protiv detonacije (tetraetil olovo).
Nenamerna detonacija kada je poželjna deflagracija je problem u nekim uređajima. U motorima sa unutrašnjim sagorevanjem to jest u Otto ciklusu, ili benzinskim motorima, to se zove kucanje motora ili pinganje, i uzrokuje gubitak snage, preterano zagrevanje i jak mehanički udar koji može dovesti do eventualnog kvara motora. 
U vatrenom oružju može izazvati katastrofalan i potencijalno smrtonosni neuspeh.

## Posebni slučajevi, upotreba, upravljanje rizikom
Osim destruktivne moći eksploziva (civilnih ili vojnih), detonacija je u pitanju u mnogim bezbednosnim kontekstima, posebno kada se dogodi u kontekstu prirodnih rizika (npr. eksplozivne vulkanske erupcije, poput one koja je progutala Pompeje pod pepelom) i industrijske nesreće (npr. eksplozija fabrike AZF u Tuluzu u Francuskoj).

## Literatura
- R.A. Strehlow (1984). Combustion Fundamentals. McGraw-Hill. ISBN 978-0-07-062221-0.
- Trușcă Teodor. – Pirotehnie și explozivi. Editura Tehnică, București, 1984.
- V. N. Constantinescu, Șt. Găletușe - Mecanica fluidelor și elemente de aerodinamică, Editura Didactică și Pedagogică, București, 1983
- „MDN”, 2007, pag. 293 (Florin Marcu)
- D. L. Chapman: Phil. Mag. (Lond. Edinb. Dubl.) 47, 90 (1899)
- E. Jouguet: J. Math. Pure Appl. 60, 347 (1905); 61, 1 (1906)
- J. Taylor: Detonation in Condensed Explosives. Clarendon Press, Oxford 1952.
- J. Neumann, R.D. Richtmeyer: J. Appl. Phys. 21, 232 (1950)
- C. E. Anderson, J. S. Wilbeck, J. C. Hokanson, J. R. Asay, D. E. Grady, R. A. Graham, M. E. Kipp, in: Y. M. Gupta: Shock Waves in Condensed Matter - 1985. Plenum Press, New York 1986.
- J. M. Walsh, R. H. Christian: Phys. Rev. 97, 1544–56 (1955)

## Spoljašnje veze
- Youtube video demonstrating physics of a blast wave
- GALCIT Explosion Dynamics Laboratory Detonation Database Архивирано на веб-сајту  (11. март 2014)